# Видмер, Хейди
Хейди Видмер (англ. Heidi Widmer; род. 28 февраля 1991 года, Банф) — канадская лыжница, участница Олимпийских игр в Сочи. Сестра участника Олимпийских игр 2006 года лыжника Фила Видмера.
В Кубке мира Видмер дебютировала в 23 января 2008 года, всего стартовала в 11-ти личных гонках в рамках Кубка мира, но не поднималась в них выше 34-го места и кубковых очков не завоёвывала. Более регулярно и успешно выступает в Северо-Американском кубке, где в сезоне 2012/13 заняла 7-е место в общем итоговом зачёте.
На Олимпийских играх 2014 года в Сочи стартовала в трёх гонках: спринт — 43-е место, 10 км классическим стилем — 57-е место, масс-старт на 30 км — 52-е место.
За свою карьеру в чемпионатах мира участия не принимала. Лучшим результатом на юниорских и молодёжных чемпионатах мира является для неё 19-е место в спринте на молодёжном чемпионате мира 2014 года.
Использует лыжи,ботинки и крепления производства фирмы Salomon.